# 甘伯串珠

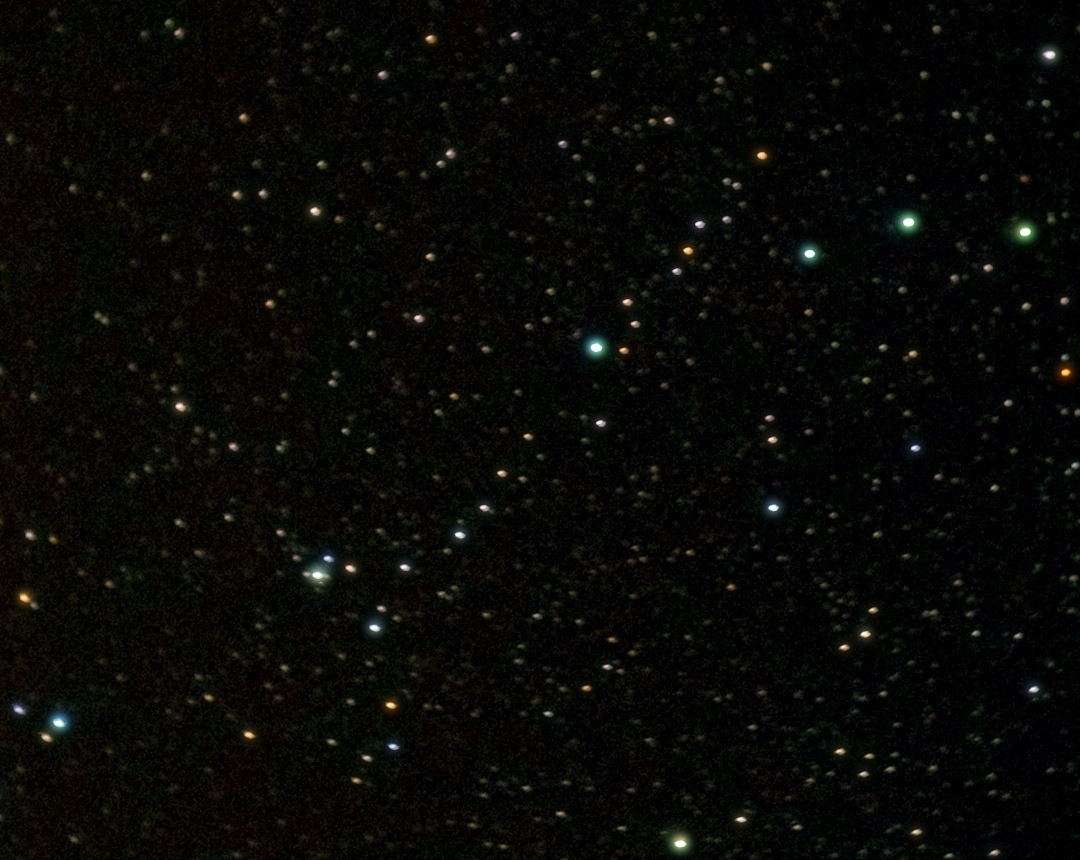
業餘望遠鏡下的甘伯串珠影像。

甘伯串珠，也稱為甘伯1，是位於鹿豹座的一個星群 － 一群無關聯性的恆星組成的型態。它是由超過20顆視星等從5至10等，五顏六色的恆星組成的一串星鏈，長度大約是地球的衛星月球視直徑的5倍，並且可以在它的一端發現疏散星團NGC 1502。 
它是由瓦特·史考特·休斯頓為紀念神父盧西恩·甘伯（1922-1999），一位方济各会修士和業餘天文學家，而命名的。他曾寫了一封信給休斯頓，描述他曾經使用7×35的雙筒望遠鏡在NGC 1502西北方發現這個翻滾而下的美麗小瀑布。
休斯頓於是將此銘記在心，並於1980年發表在" 天空與望遠鏡 "雜誌上的專欄文章：奇妙的深空（Deep Sky Wonders）中稱之為甘伯串珠。
神父盧西恩·甘伯也與另兩個星群，甘伯2（在天龍座，與小一號的仙后座造型相似的星群），和也在鹿豹座的甘伯風箏（類似風箏拖著一條尾巴），有所關聯。此外，有一顆小行星，(78431) 甘伯也以其為名，以示榮耀。

## 外部連結
- Kemble's Cascade （页面存档备份，存于） Astronomy Picture of the Day, 2000-08-14
- Kemble's Cascade （页面存档备份，存于） Astronomy Picture of the Day, 2010-01-28
- Kemble 2 （页面存档备份，存于）
- Kemble's Kite （页面存档备份，存于）